# デューダ
doda（デューダ）は、パーソルキャリアが運営する大手転職情報サイトおよび転職に関連したサービスを展開するブランドである。パーソルキャリアの前身である学生援護会が発行した転職情報誌を起源としている。前身も含め後述する。

## 概要
リクナビNEXTや社会人転職情報en同様に、応募者が求人広告へ直接応募して求人者の人事担当と直接対応する従来型の転職仲介サービスである。キャリアコンサルタントが応募者と人事担当者を仲介して転職相談や非公開を含む求人紹介を行う転職支援型も利用可能で、他社サービスと差別化している。就活サイトは逆求人型のダイレクトリクルーティングサービスで、リクナビやマイナビと差別化している。

## 沿革
「デューダ」は1989年に求人情報誌「週刊求人タイムス (Q-tai)」を刷新して創刊した。当初の誌名DÖDAはスウェーデン語で「殺害する、殺す、虐殺する、暗殺する」 などを意味し、のちにÖをOへ変更した。
創刊当初から積極的にテレビCMなどで知名度を広め、転職する意味の俗語「デューダする」など知られた。
雑誌媒体として学生援護会が編集・発行し、2006年7月にインテリジェンスは、学生援護会と合併して主体となる。情報誌の全国地域版デューダは順次休刊して最後に中部版を2009年5月に休刊した。
2010年10月にブランドスローガン「いい転職が、未来を変える。」を掲げ、ブランドカラーやロゴが刷新する。
本格展開していなかった新卒採用領域で2017年9月から、ベネッセホールディングスと合弁会社のベネッセi-キャリアが「DODAキャンパス」を展開した。
2018年10月に、ブランドスローガンを「はたらく今日が、いい日に。」、派生サービスを含めたブランドロゴを大文字表記「DODA」から小文字表記「doda」、ブランドカラーを紺色から明るい青色の「doda blue」、末尾の「a」に「気づき」を表す「Wake Symbol」を付記、それぞれ改めた。
2022年10月にハイクラス向け転職サービス「iX（アイエックス）」を「doda X（デューダエックス）」へ改めて「doda」のサブブランドとした。

## コマーシャル
テレビCMは雑誌創刊直後から数年間イッセー尾形と大地康雄がさまざまなシチュエーションで繰り広げるコント仕立てのものが放送され、のちに細川俊之、沢田研二と尾美としのりと変遷し、萩本欽一と坂上二郎の「コント55号」が往年の舞台コントを再現したバージョンは評判を呼んだ。楽曲は「一週間」や「草競馬」の替え歌を用いた。
週刊求人タイムスが1983年にCMで用いた「いとまきのうた」が話題を呼び、テレビ番組『8時だョ!全員集合』で志村けんがギャグのネタに用いた。1983年7月21日に日本コロムビアが、レコード「いとまきのうた」型番CK-692を、コロムビアゆりかご会から斉藤誠（1976年8月8日生まれ。斎藤誠とは別人）をボーカルに起用し、A面「いとまきのうた」（歌：斉藤誠、コロムビアゆりかご会）、B面「げんこつやまのたぬきさん」（歌：かおりくみこ、コロムビアゆりかご会）で発売した。レコード発売にあたりコロムビアは「げんこつやまのたぬきさん」で知られる香山美子と小森昭宏へ補作を依頼し、新たな詞と曲を追加した。
2007年1月から新庄剛志をイメージキャラクターに起用し、"イッシンジョーの都合でデューダしました”とテレビCMや交通広告など大々的なプロモーションを展開した。
2011年11月からSUPER BUTTER DOGがリリースした最後のシングル楽曲である『サヨナラCOLOR』を使用したテレビCMを放送した。
2014年7月から綾野剛を起用してチャップリンやマーティン・ルーサー・キング・ジュニアの肉声をのせたテレビCMを放送し、放送批評懇談会主催第52回ギャラクシー賞CM部門優秀賞、全日本シーエム放送連盟主催第55回ACC CM FESTIVALフィルム部門ACCブロンズ賞それぞれを受賞した。
2015年10月から綾野剛を起用し、岡本太郎の肉声をのせたテレビCMを放送した。
2016年10月から綾野剛を起用し、ビジネスマンの日々の仕事に対する葛藤をスポーツを置き換えて綾野剛が彼らをゴールへ導く存在として描いたテレビCM「君だけのゴール」篇を放送した。
パーソルキャリアへ社名変更を経て2017年7月から坂口健太郎、清野菜名、澤部佑を起用し、テレビCM「それぞれの転職」篇を放送した。
2018年10月から「DODA」から「doda」へ改名し、深田恭子が「大人の進路担当 デューダ子」を演じるテレビCM「デューダ子、登場」篇を放送した。
2020年11月12日に新ブランドメッセンジャーとして林遣都を起用し、ウェブサイトとYouTubeで動画「変えるなら、きっと今だ。」篇を公開した。
2022年10月17日にハイクラス人材サービス「doda X」の新CMに小栗旬、野口聡一、近藤麻理恵、原晋を起用した。
2025年1月より北村匠海を起用。林遣都とともに「選ぶなら、doda」『エージェント登場篇』、『どっちも使える篇』、『2人に1人が使ってる篇』を公開。